# Эрман, Уильям
Уильям Эрман (англ. William Ehrman; р. 28.08.1950) — британский дипломат.

## Биография
Уильям Эрман обучался в Итонском колледже и получил первоклассную степень по китайскому языку в кембриджском Тринити-колледже.
На службе в Форин-офис с 1973 года.
В 1998—2000 годах посол Великобритании в Люксембурге.
В 2000—2002 годах начальник управления (отделения) международной безопасности Форин-офис.
В 2002—2004 годах генеральный директор военно-разведывательного отдела (департамент по разведке и обороне) Форин-офис и заместитель главы Объединённого разведывательного комитета Великобритании.
Находясь на этой должности, позже, в 2009 году «Комиссии Чилкота» он сообщит, что разведслужбы Великобритании за 10 дней до начала войны доложили премьеру, что Ирак не обладает ОМУ и средствами его доставки к цели.
В 2004 году выступил с предложением для британской разведки — выступая под видом просвещенных исламистов в интернет-форумах распространять антизападную пропаганду и, завоевав таким образом авторитет, пропагандировать отказ от насилия.
В 2006—2010 годах посол Великобритании в Китае.
Рыцарь-командор ордена Святого Михаила и Святого Георгия.